# Munitionsdepot Kotluban
Das Munitionsdepot Kotluban ist ein russisches Munitionslager der GRAU in der Oblast Wolgograd. Es befindet sich 1 km südwestlich von Kotluban und etwa 44 km nordwestlich von Wolgograd. Etwa 1 km südwestlich verläuft die Europastraße 119. Es ist 2 km² groß.
Am 29. September 2024 gegen 2:30 Uhr griff die Ukraine das Lager mit 120 Drohnen an. Dort war zuvor eine Lieferung iranischer Raketen eingetroffen. Es kam zu Explosionen.